# Aaru
Aaru ou Sekhet-Aaru (em egípcio "campos de junco"), na mitologia egípcia, representa o paraíso e morada dos que transpuseram o juízo de Osíris.
Apenas as almas que pesavam menos que a pluma da deusa Ma'at (a pena da verdade) foram autorizados a iniciar uma longa e perigosa jornada para Aaru, onde existiria no prazer por toda a eternidade. Os antigos egípcios acreditavam que a alma residia no coração, e aqueles cujo coração não corresponde ao peso da pluma de Ma'at, devido aos seus pecados, foram excluídos do Aaru.